# M551 Sheridan
M551 Sheridan là một xe tăng hạng nhẹ của Hoa Kỳ  và được đặt tên theo tướng Philip Sheridan. Nó được thiết kế để có thể hạ cánh bằng dù và bơi qua sông. Nó được trang bị vũ khí bao gồm pháo 152mm M81/M81E1 / và tên lửa MGM-51 Shillelagh chống tăng.
Sheridan M551 phục vụ Quân đội Hoa Kỳ vào năm 1967, dưới sự yêu cầu của tướng Creighton Abrams,Tư lệnh các lực lượng quân sự tại Việt Nam vào thời điểm đó. M551 được đưa vào phục vụ chiến đấu tại Việt Nam vào tháng 1 năm 1969. Trong tháng Tư và tháng 8 năm 1969, M551 đã được triển khai cho các đơn vị ở châu Âu và Hàn Quốc. Bây giờ đã nghỉ hưu và đã từng tham chiến rộng rãi tại Việt Nam, và hoạt động hạn chế trong chiến dịch Just Cause (Panama), và Chiến tranh vùng Vịnh (Kuwait). 

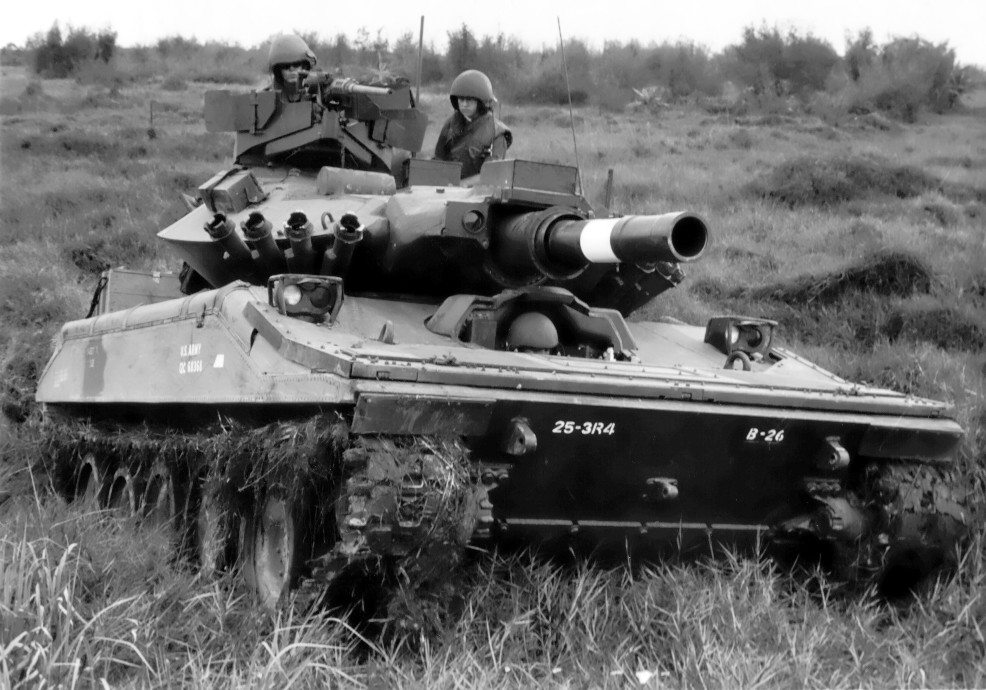
M551 trong chiến tranh Việt Nam

Năm 1966,  Lục quân Hoa Kỳ không còn sử dụng các phân loại xe tăng hạng nặng, hạng trung, và hạng nhẹ. Năm 1960, với việc chấm dứt hoạt động của tiểu đoàn xe tăng hạng nặng (M103) cuối cùng và M60 mới, quân đội Mỹ đã thông qua một chiếc xe tăng chiến đấu chủ lực (MBT) với học thuyết: Một chiếc xe tăng duy nhất làm tất cả các vai trò chiến đấu. Quân đội Mỹ vẫn giữ lại các xe tăng hạng nhẹ M41 Walker Bulldog trong Lực lượng Cảnh sát quân đội quốc gia, nhưng khác hơn so với các đơn vị trải qua quá trình chuyển đổi, đơn vị chủ lực bao gồm MBT. Một phần vì chính sách này, M551 mới không thể được phân loại như là một xe tăng hạng nhẹ, và chính thức được phân loại như là một "xe bọc thép trinh sát / Xe tấn công đường không".

## Phát triển

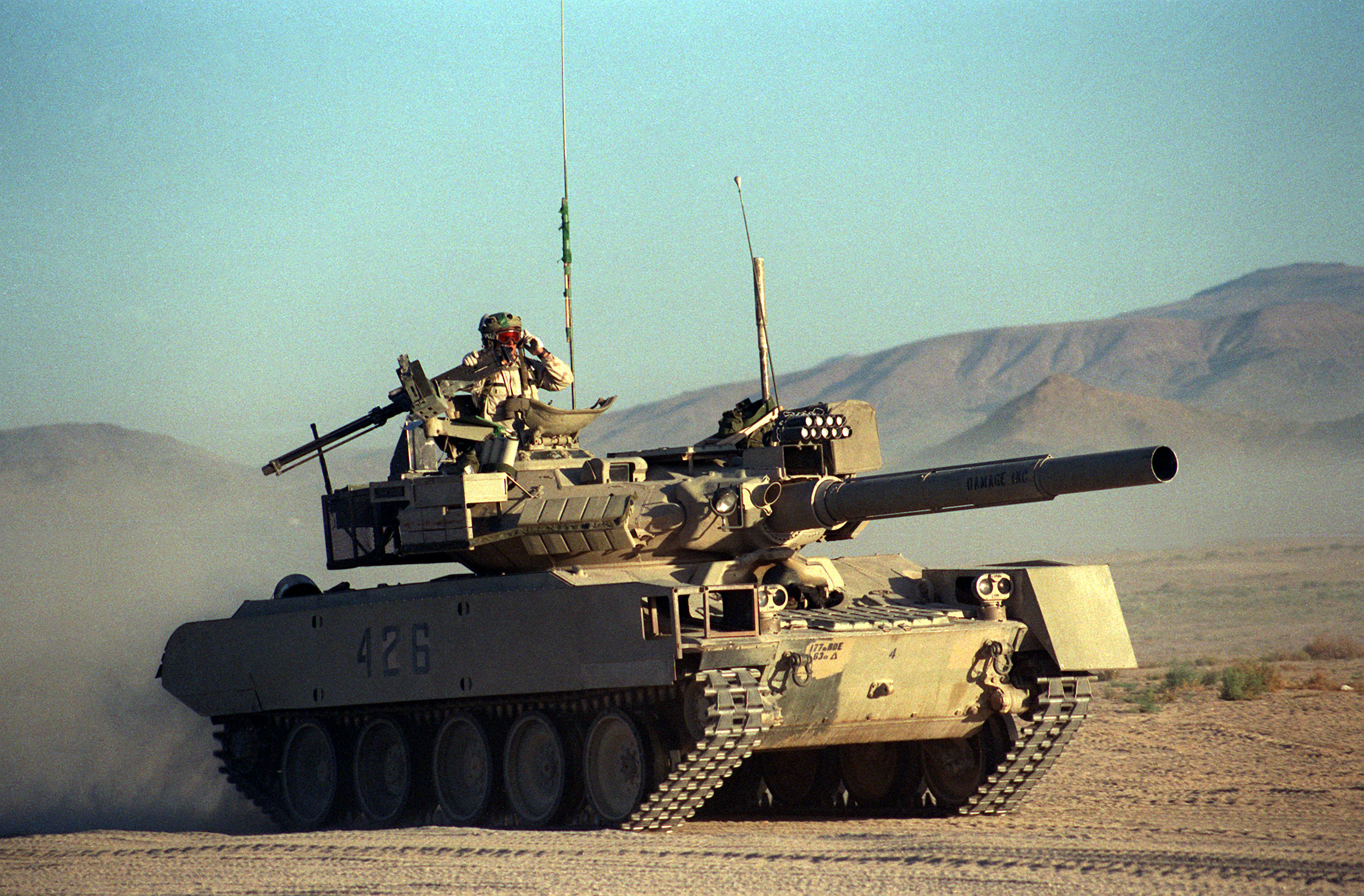
Một chiếc Sheridan đóng giả T-80 trong các cuộc huấn luyện năm 1993

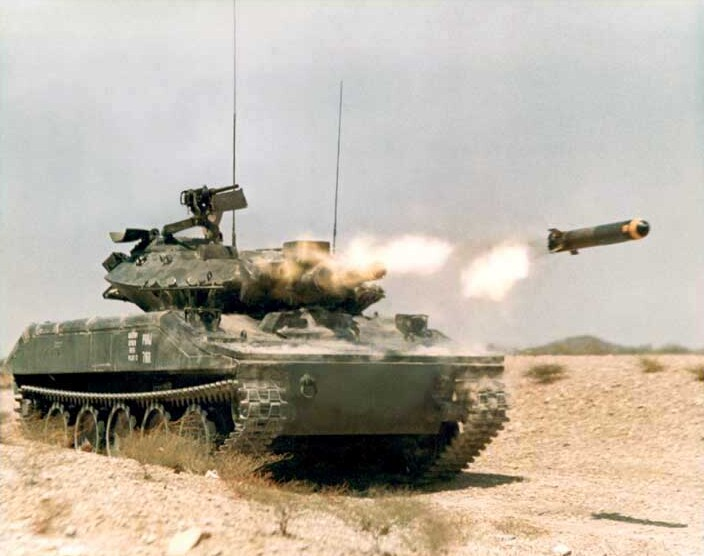
MGM-51 Shillelagh được bắn ra từ Sheridan

Trong ngay sau Thế chiến thứ hai, quân đội Mỹ đã giới thiệu M41 Walker Bulldog vào vai trò của một xe tăng hạng nhẹ. Tuổi thọ của M41 là khá ngắn và với trọng lượng 25 tấn, nó được coi là quá nặng so với một chiếc xe tăng hạng nhẹ, và có tầm hoạt động khá ngắn. Kế hoạch bắt đầu xây dựng một loại xe mới  thay thế thậm chí còn nhẹ hơn nhưng gắn súng tương tự, kết quả trong thiết kế thử nghiệm là hai chiếc T-71 và T-92. Hai nguyên mẫu của T-92 sau đó đã được đặt hàng. Tuy nhiên, như các nguyên mẫu đã đi vào thử nghiệm, thông tin về xe tăng PT-76 của Liên Xô đã có sẵn. PT-76 là xe tăng hạng nhẹ có thể tự bơi qua sông, và sớm có yêu cầu rằng bất kỳ xe tăng hạng nhẹ nào của Mỹ cũng phải có thể bơi. T-92 nguyên mẫu không thể dễ dàng trang bị lại cho vai trò này, do đó, việc thiết kế một hệ thống hoàn toàn mới bắt đầu như là M551.
Chiếc xe được thiết kế để có một khẩu pháo nòng ngắn, một tháp pháo bằng thép và vỏ thân xe bằng hợp kim nhôm. Thật không may, vỏ giáp nhôm có khả năng chống đạn yếu, kể cả đạn súng máy 12,7mm cũng có thể bắn thủng giáp trước của xe. Cũng giống như M113, nó cũng rất dễ bị phá hủy bởi mìn và nó có khả năng bơi giống như các xe tăng lội nước như PT-76.

## Sản xuất

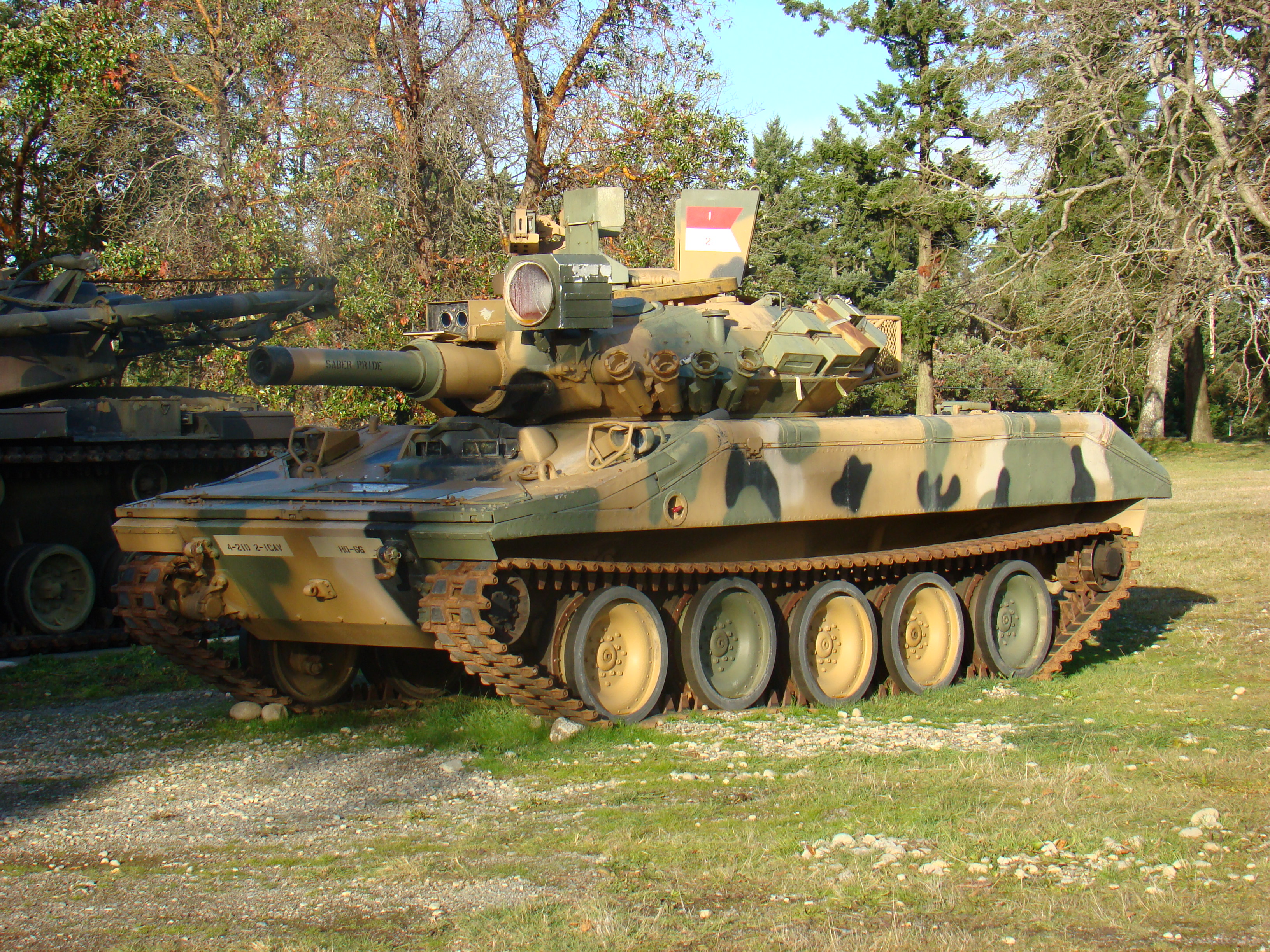
Sheridan với sự sửa đổi cuối và lá chắn ACAV

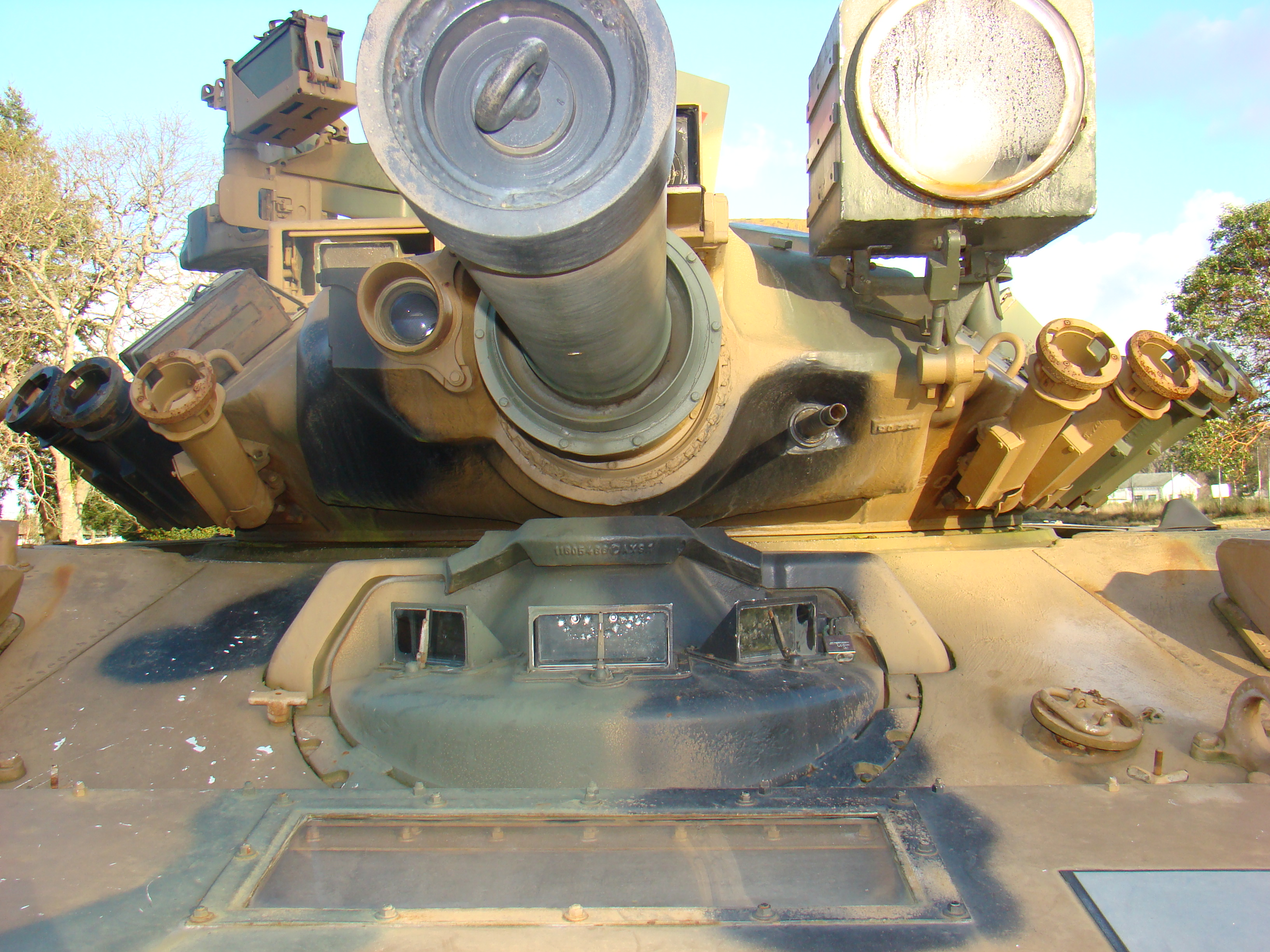
Chỗ ngồi của lái xe

Việc sản xuất bắt đầu vào ngày 29 tháng 7 năm 1966, và nó được đưa vào phục vụ trong tháng 6 năm 1967 với Tiểu đoàn 1, Trung đoàn thiết giáp 63 tại Fort Riley. Cuối cùng 1662 chiếc M551 đã được sản xuất giữa năm 1966 và 2 tháng 11 năm 1970. Tổng chi phí của chương trình M551 là 1,3 tỷ USD. Pháo M81 có vấn đề với các vết nứt phát triển gần khóa nòng sau khi bắn lặp đi lặp lại. Sau đó M81E1 sửa đổi đã được giới thiệu với một khe cắm nông, cùng với một sửa đổi phù hợp với tên lửa và khắc phục được các vấn đề. Tuy nhiên khẩu súng cũng đã bị chỉ trích vì làm cho xe giật lên. Một số thử nghiệm đã được trang bị với súng 76mm thông thường, nhưng không được áp dụng.

## Thiết kế

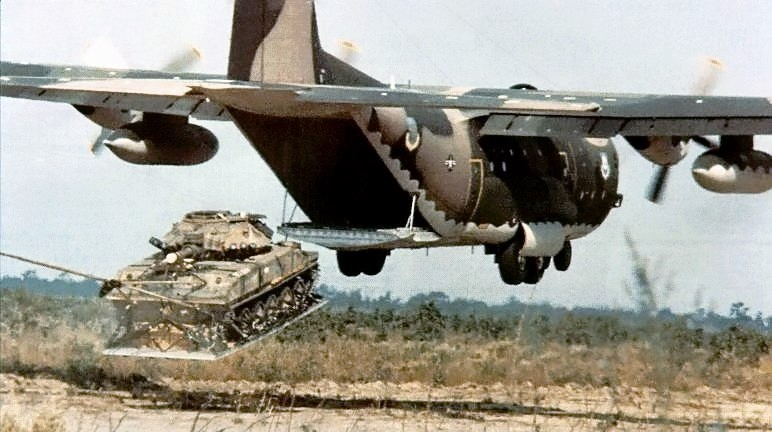
Một chiếc C-130 đang thả M551 Sheridan.

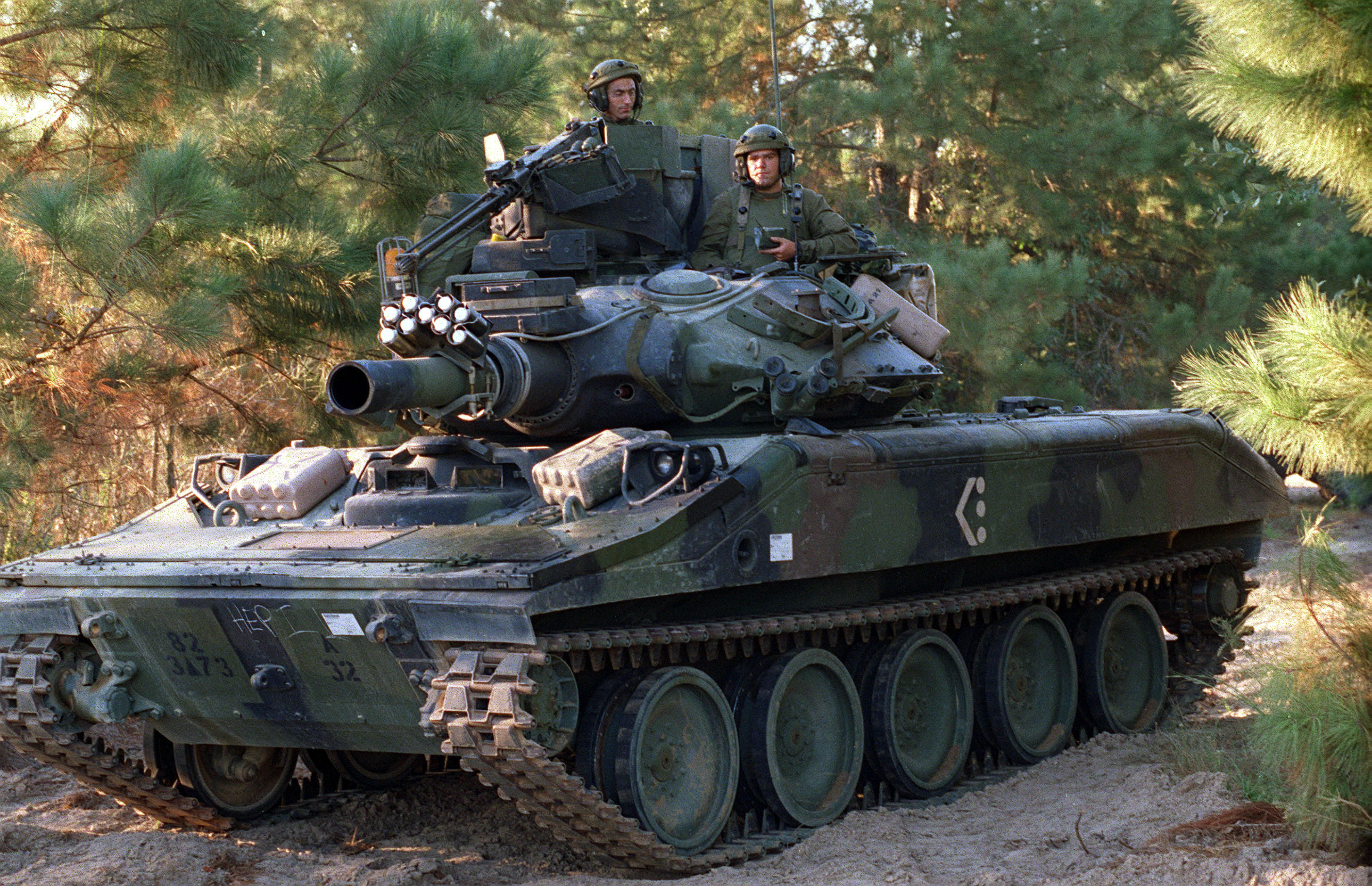
M551 đang trong huấn luyện

Thiết kế một chiếc xe nhẹ hơn so với T-92 đòi hỏi một giải pháp sáng tạo cho các trang bị vũ khí chính. Một khẩu súng có đủ động năng để đánh bại các xe tăng hiện đại ở khoảng cách hợp lý là quá lớn cho M551. Điều này đã được giải quyết bằng cách trang bị cho M551 một khẩu pháo 152 mm bắn đạn nổ lõm HEAT vận tốc thấp M81. Cỡ nòng lớn đảm bảo có khả năng tiêu diệt xe tăng, vận tốc thấp không có tác động rõ ràng về hiệu quả HEAT và giữ toàn bộ trọng lượng pháo thấp.
Một số xe hiện đã có ATGM, hoặc pháo không giật như M50 Ontos, nhưng trong trường hợp của Ontos không thể được nạp lại từ bên trong xe. M551 xuất hiện để cung cấp một sự cân bằng tốt hơn giữa chống tăng và hỗ trợ bộ binh.
- Cơ Động

Chiến thuật di động
Sheridan được trang bị động cơ diesel Detroit Diesel 6V53T. XM551 do đó có một tỷ lệ công suất - trọng lượng tuyệt vời và mang tính cơ động cao, có thể chạy ở tốc độ lên đến 73 km/h, như BT-5 của Liên Xô từ năm 1932. Tuy nhiên, chiếc xe được cho là rất ồn ào và không đáng tin cậy trong điều kiện chiến đấu.
Sheridan có thể bơi qua một dòng sông rộng 46 mét. Trong khi đó dòng tank Patton (M46, M47, M48), cũng như các xe tăng chiến đấu chủ lực M60 không thể thực hiện các hoạt động này, và chúng sẽ phải thu thập dữ liệu dọc theo đáy sông bằng cách sử dụng ống thở.
Sheridan có thể được thả dù từ C-130 (tối đa 42.000 £ tải) và máy bay C-141 (tối đa 38.500 £ tải). Sau khi hạ cánh, kíp lái đi đến xe tăng của họ, khởi động động cơ, và lái đi.